# Académie royale catalane des beaux-arts de Saint-Georges
L’Académie royale catalane des beaux-arts de Saint-Georges (en catalan, Reial Acadèmia Catalana de Belles Arts de Sant Jordi, prononciation : [rəjaɫ əkəðɛmiə kətəɫanə də βeʎəz arts də saɲ ʒɔrði]) est une institution culturelle catalane située à Barcelone, fondée en 1850.

## Siège
Depuis 1850, l'Académie siège dans la Loge de mer de Barcelone, édifice néoclassique dont elle occupe le deuxième étage.

## Histoire
En 1775, le Conseil du commerce catalan crée l'École gratuite de dessin (Escuela Gratuita de Diseño). Le 31 octobre 1849, un décret royal crée les académies royales des beaux-arts pour chaque province du royaume d'Espagne. L'Académie des beaux-arts de Barcelone va gérer l'école des beaux-arts jusqu'en 1900 époque à laquelle elle devient autonome. 
En 1928, l'Académie est rebaptisée « Académie royale des beaux-arts de Saint-Georges ». En 1940, l'École supérieure des Beaux-Arts (l'actuelle École de la Llotja) quitte définitivement les locaux.
En 1989, elle a été rebaptisée en catalan Reial Acadèmia Catalana de Belles Arts de Sant Jordi.

## Mission
Les fonctions actuelles de l'institution sont de pratiquer et de promouvoir la recherche sur les beaux-arts en Catalogne ; collaborer dans le respect de la législation en vigueur concernant l'appréciation, la défense, la conservation et la restauration des monuments, des ensembles artistiques et des biens d'intérêt culturel ; organiser des cours, des conférences, des expositions, des concours, des concerts, etc., et publier des ouvrages qui contribuent à l'étude et à la diffusion des beaux-arts ; maintenir des relations consultatives avec les agences de l'administration publique et d'autres institutions ; et préserver, étudier, développer, diffuser et mettre à la disposition des chercheurs son important patrimoine artistique, bibliographique et ses archives.

## Musée
L'Académie possède un fonds important d'œuvres d'art dont la conservation remonte à 1775. Sous l'époque napoléonienne, le fonds est ouvert pour la première fois à la consultation publique. Un incendie des couvents voisins en 1835, permet de recevoir en dépôt de nombreux tableaux sauvés du désastre. À partir de 1850, l'Académie provinciale des Beaux-Arts de Barcelone est responsable de la collection artistique et documentaire. Actuellement, l'institution, désormais détachée de l'enseignement, a comme l'une de ses principales fonctions la conservation et la diffusion de sa collection artistique, composée de plus de 700 peintures et de nombreuses sculptures, dessins et gravures, et d'une bibliothèque. Certaines œuvres sont en dépôt au musée national d'Art de Catalogne, ainsi qu'à la Llotja.

## Présidents
| Identité                                     | Période         | Période          | Durée                     |
| Identité                                     | Début           | Fin              | Durée                     |
| -------------------------------------------- | --------------- | ---------------- | ------------------------- |
| Jordi Bonet i Armengol (1925 - 2022)         | 21 octobre 1998 | 2011             | 13 ans                    |
| Joan Antoni Solans Huguet (en) (1941 - 2019) | 15 juin 2011    | 2 septembre 2019 | 8 ans, 2 mois et 18 jours |

## Membres historiques
L'Académie royale compte parmi ses membres des universitaires, permanents ou honoraires, ainsi que des correspondants et des surnuméraires. Les membres effectifs sont rattachés à l'une des sections existantes — architecture, sculpture, peinture, arts visuels et musique —, et peuvent être des chercheurs ou artistes. Ils disposent chacun d'une voix lors des votes. Les surnuméraires sont ceux qui, pour cause d'âge ou d'impossibilité, ne peuvent pas participer aux tâches de l'institution. Les correspondants sont ceux qui représentent l'Académie dans des villes éloignées de son siège.
La section musique dépend de l'Institut de musicologie Josep Ricart i Matas, lié à l'Université autonome de Barcelone.
Parmi les membres historiques, on trouve : 
Damià Campeny, Claudi Lorenzale, Manuel Milà i Fontanals, Elies Rogent, Ramón Martí Alsina, Eusebi Güell, Lluís Domènech i Montaner, Manuel Feliu de Lemus, Modest Urgell, Bonaventura Bassegoda i Amigó, Raimon Casellas (en), Enric Sagnier, Joan et Josep Llimona, Apeles Mestres, Dionisio Baixeras, Eusebi Arnau, Josep Puig i Cadafalch, Joaquim Mir, Joaquím Sunyer, Josep Clarà, Joan Rebull Torroja, Federico Mompou, Frederic Marès i Deulovol, Eduard Toldrà, Joan Ainaud de Lasarte, Juan de la Rubia, Josep Antoni Coderch, Xavier Montsalvatge, Joaquim Homs, ou encore Salvador Moreno Manzano (1916-1999), compositeur et historien d'art mexicain.

## Anciens élèves
- Gustave Obiols (1858-?), sculpteur
- Emília Coranty Llurià (1862-1944), peintre[3]
- Carmen Selves (1931- ), peintre catalane contemporaine
- Soledad Sevilla (1944-), grande dame de l'art contemporain[4]